# منتخب جزر الأنتيل الهولندية لكرة القدم للسيدات
منتخب جزر الأنتيل الهولندية لكرة القدم للسيدات (بالإنجليزية: Netherlands Antilles women's national football team)‏ هو ممثل جزر الأنتيل الهولندية الرسمي في المنافسات الدولية في كرة القدم للسيدات.